# Comuna de Góra Świętej Małgorzaty
Góra Świętej Małgorzaty (polaco: Gmina Góra Świętej Małgorzaty) é uma gminy (comuna) na Polónia, na voivodia de Lodz e no condado de Łęczycki. A sede do condado é a cidade de Góra Świętej Małgorzaty.
De acordo com os censos de 2004, a comuna tem 4677 habitantes, com uma densidade 51,7 hab/km².

## Área
Estende-se por uma área de 90,42 km², incluindo:
- área agricola: 91%
- área florestal: 0%

## Demografia
Dados de 30 de Junho 2004:
|                      | Total   | Total | Mulheres | Mulheres | Homens  | Homens |
| -------------------- | ------- | ----- | -------- | -------- | ------- | ------ |
|                      | pessoas | %     | pessoas  | %        | pessoas | %      |
| População            | 4677    | 100   | 2365     | 50,6     | 2312    | 49,4   |
| Densidade (pop./km²) | 51,7    | 100   | 26,2     | 26,2     | 25,6    | 25,6   |

De acordo com dados de 2002, o rendimento médio per capita ascendia a 1199,9 zł.

## Subdivisões
- Ambrożew, Bogdańczew, Bryski, Bryski-Kolonia, Czarnopole, Góra Świętej Małgorzaty, Karsznice, Kosin, Marynki, Mętlew, Moraków, Nowy Gaj, Orszewice, Podgórzyce, Rogulice, Sługi, Stawy, Tum, Witaszewice, Zagaj.

## Comunas vizinhas
- Krzyżanów, Łęczyca, Łęczyca, Ozorków, Piątek, Witonia